# Альбиус, Эдмон
Эдмон Альбиус (встречается вариант «Эдмонд», фр. Edmond Albius; 9 августа 1829, Сент-Сюзан — 8 августа 1880) — раб с острова Реюньон, открывший способ искусственного опыления ванили.

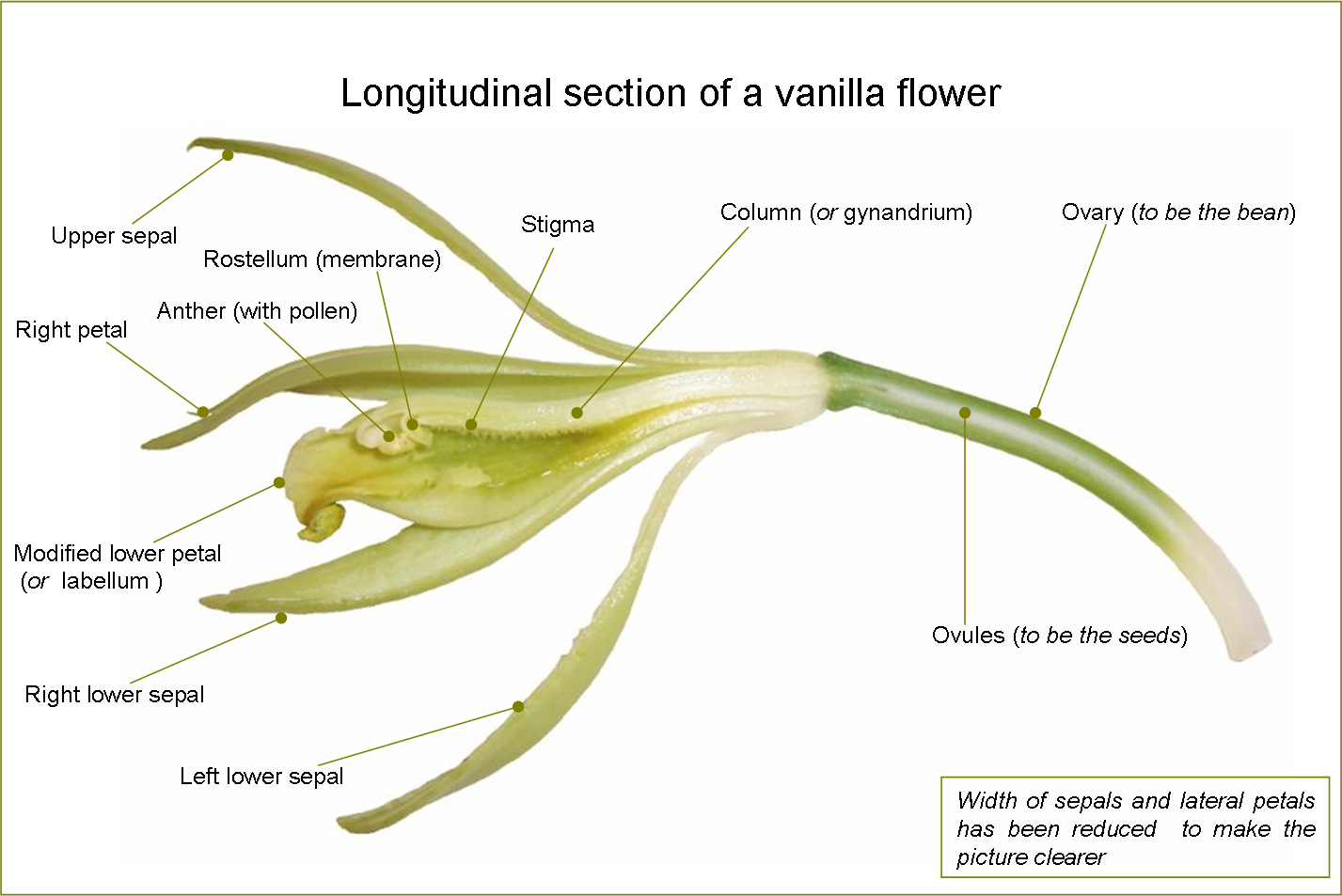
Строение цветка ванили.

## Биография

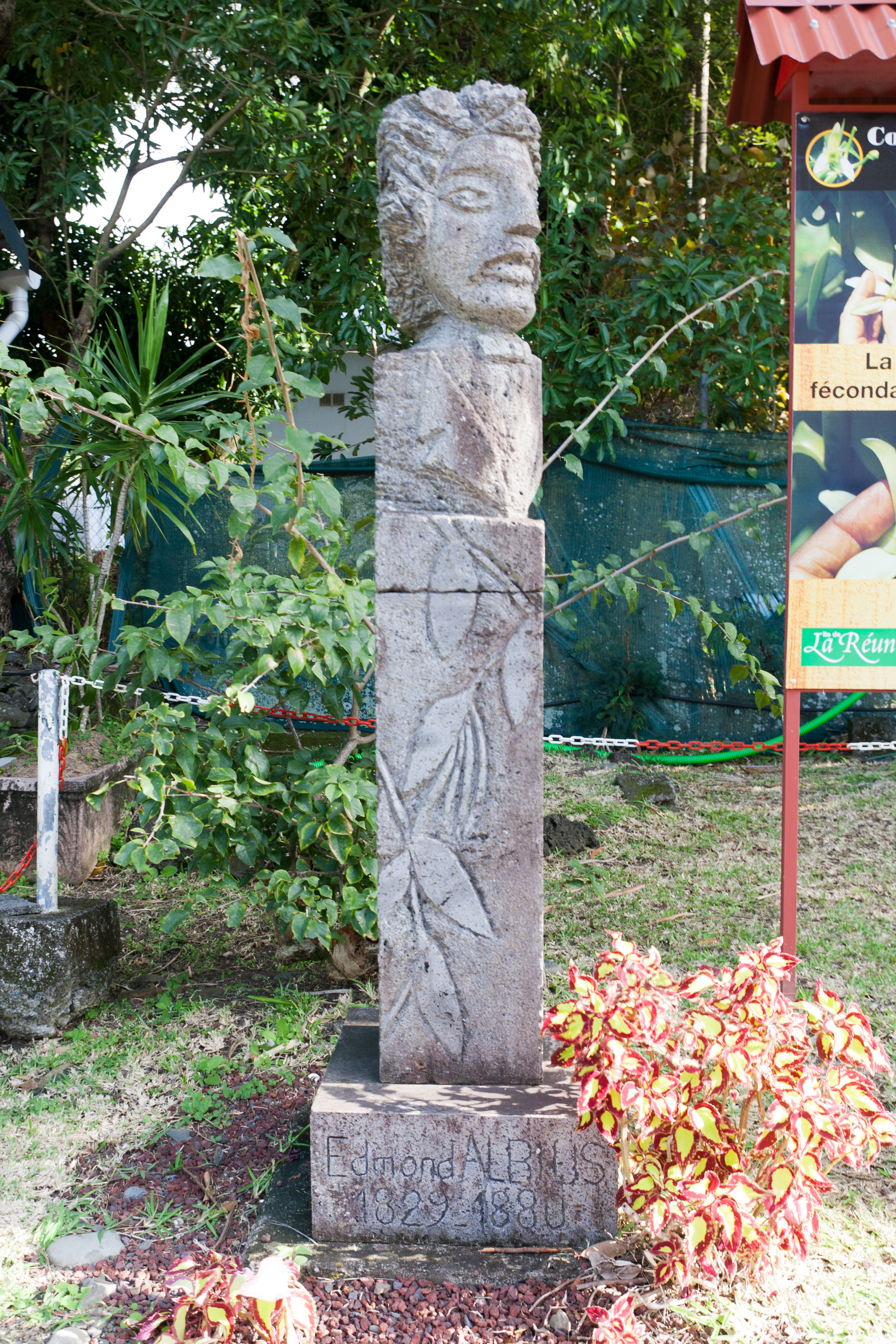
Памятная стела в честь Эдмона Альбиуса на острове Реюньон.

Эдмон Альбиус родился в 1829 году на острове Реюньон. Его матерью была служанка из города Сент-Сюзан, которую звали Мелис и которая умерла при родах. Отца Эдмон никогда не видел, но, по всей видимости, им был раб по имени Памфил. Когда мальчик немного подрос, его владелица отдала чернокожего ребёнка своему брату, французскому колонисту Ферреолю Белье-Бомону (фр. Ferréol Bellier-Beaumont), в чьём доме Эдмон стал выполнять обязанности слуги.
Белье-Бомон увлекался ботаникой и выращивал множество разнообразных растений в саду своего поместья. Маленький Эдмон постоянно сопровождал хозяина, когда тот занимался садоводством, и постепенно стал его любимцем. Мальчик оказался любознательным, смышлёным и так же, как и сам Белье-Бомон, любил наблюдать за природой.
Помимо прочих растений, в саду Белье-Бомона произрастала ваниль. В то время ваниль как пряность ценилась чрезвычайно высоко, потому что выращивалась исключительно в Мексике, где растение опыляли пчёлы-мелипоны, живущие только в Центральной Америке. За пределами своей родины растение приживалось, но не давало плодов. На лиане, росшей у Белье-Бомона, стручки также не завязывались. Но однажды, когда он гулял по саду с двенадцатилетним Эдмоном, мальчик показал ему стручок ванили и объяснил, что нашёл способ опылять ваниль вручную. До этого Белье-Бомон рассказывал ему о том, как происходит опыление у растений, так что сам принцип ребёнку был знаком. Заслуга же его состояла в том, что он обратил внимание на строение цветка ванили, в частности, на присутствие в нём особой перегородки, ростеллума, которая препятствовала самоопылению. Эдмону удалось, используя заострённую бамбуковую палочку, приподнять её и соединить тычинки с пестиком.
Убедившись в действенности этого способа, Бомон-Белье стал посылать Эдмона к другим землевладельцам, чтобы он обучил их рабов своему методу. C этого времени, то есть с 1841 года, выращивание ванили перестало быть прерогативой мексиканцев: новая культура быстро распространилась по разным странам. Остров Реюньон, родина Эдмона, стал основным экспортёром ванили, что обеспечило ему невиданное доселе процветание.
В 1848 году рабство на острове было отменено, но Эдмон получил свободу ещё до официальной отмены. Тогда же он получил и свою фамилию — Альбиус (от лат. albus — белый). Возможно, эта фамилия была призвана подчеркнуть его новый статус, хотя высказывались предположения (ничем не обоснованные и, более того, опровергаемые прижизненными портретами), что Эдмон вовсе не был чернокожим. Не исключено также, что такая фамилия была выбрана из-за белого цвета цветка ванили.
Дальнейшая судьба Эдмона сложилась не слишком удачно. Он покинул поместье Белье-Бомона и отправился в Сен-Дени. Его бывший хозяин попытался добиться для него государственной стипендии, в знак признания его заслуг, но безуспешно. Эдмон нанялся поваром к офицеру гарнизона, а затем и вовсе оказался в тюрьме за кражу. Белье-Бомону удалось добиться для него досрочного освобождения. Однако открытие Эдмона, обогатившее остров, ничего не принесло ему самому: он умер в бедности в 1880 году.

## Память
Открытие Эдмона Альбиуса неоднократно оспаривалось современниками, не желавшими признавать, что остров обязан своим процветанием чернокожему двенадцатилетнему рабу. Однако Белье-Бомон настойчиво отстаивал и всячески доказывал его первенство.
Признание к Эдмону Альбиусу пришло лишь в XX веке, после его смерти. На острове в его честь были воздвигнуты бронзовый памятник и памятная стела. Имя Эдмона Альбиуса носит один из коллежей острова. Существует проект назвать его именем одну из станций парижского метро. Его землячка, франкоязычная писательница Гаэль Белем посвятила ему свой исторический приключенческий роман 2023 года «Самый редкий фрукт, или Жизнь Эдмона Альбиуса» («Le fruit le plus rare ou la vie d’Edmond Albius»).